# Alasana Yirajang
Alasana Yirajang (* 12. listopadu 2004 Kartong) je gambijský fotbalový útočník a mládežnický reprezentant do 20 let, od července 2025 hráč slovenského mužstva ŠK Slovan Bratislava. Mimo Gambii působil na klubové úrovni na Slovensku. Nejčastěji nastupuje na levém křídle, ale může hrát na více pozicích v útoku.

## Klubová kariéra
V Gambii působil v klubech Jam City a Real de Banjul FC, se kterým v sezonách 2022/2023 a 2023/2024 získal ligové primáty. V Realu získal ocenění hráč měsíce prosince 2023, mimo jiné i protože na podzim 2023 nastřílel v 11 zápasech 7 gólů.

### FK Železiarne Podbrezová

#### Sezóna 2023/24
Před jarní částí ročníku 2023/2024 zamířil do Evropy a upsal se slovenskému týmu FK Železiarne Podbrezová. Zájem o jeho služby ze Slovenska mělo také tehdy druholigové mužstvo FK Pohronie. Ligový debut v dresu Podbrezové si odbyl ve 22. kole hraném 2. března 2024 klubu MFK Ružomberok. Na hrací plochu přišel v 59. minutě, ale venkovní prohře 1:2 nezabránil. Během půlroku odehrál šest zápasů, gól nedal.

#### Sezóna 2024/25
Svůj první ligový gól v sezoně dal 17. srpna 2024 ve 45. minutě duelu s týmem MFK Skalica při vysokém domácím vítězství 7:1. Podruhé v lize v tomto ročníku skóroval v osmém kole v souboji se Zemplínem Michalovce (výhra 4:1), trefil se v 15. minutě. Svoji třetí ligovou branku v sezoně zaznamenal proti mužstvu KFC Komárno (výhra 2:1). Následně se prosadil v lize 2. listopadu 2024 ve 13. kole v souboji se Slovanem Bratislava (prohra 1:3), když v 52. minutě otevřel střelecký účet utkání. Popáté v ročníku v lize dal gól 23. listopadu 2024 v odvetě se Skalicou a podílel se na venkovní výhře 2:1. Další přesné ligové zásahy zaznamenal v 18. a 19. kole, kdy dal po jedné brance proti Ružomberku (výhra 2:0) a v odvetném střetnutí se Zemplínem Michalovce (remíza 2:2). Svůj osmý gól v lize v této sezoně vsítil v 62. minutě proti klubu FC DAC 1904 Dunajská Streda (výhra 2:0). S Podbrezovou na jaře 2025 hrál play-off o první předkolo Konferenční ligy UEFA 2025/2026, kde nejprve vyřadili se spoluhráči tým FC Košice 3:2 po penaltovém rozstřelu, ale následně podlehli 2:3 Dunajské Stredě. Yirajang se v play-off trefil proti Košicím. Během roku nastoupil ke 33 ligovým střetnutím. V ročníku 2024/2025 dal v lize devět branek a byl nejlepším střelcem mužstva, další dva přesné střelecké zásahy vsítil v domácím poháru.

### ŠK Slovan Bratislava
V létě 2025 přestoupil v rámci Slovenska za nespecifikovanou částku do Slovanu Bratislava, kde talentovaný hráč podepsal pětiletou smlouvu. Údajně měl o něj zájem i polský celek Raków Częstochowa z tamní Ekstraklasy. Premiéru v lize zde zažil v úvodním kole hraném 26. července 2025 proti tehdejšímu nováčkovi ligy Tatranu Prešov (remíza 2:2), odehrál 65 minut.